# Additif alimentaire
Ne doivent pas être confondus avec les conservateurs alimentaires qui sont une partie des additifs alimentaires.

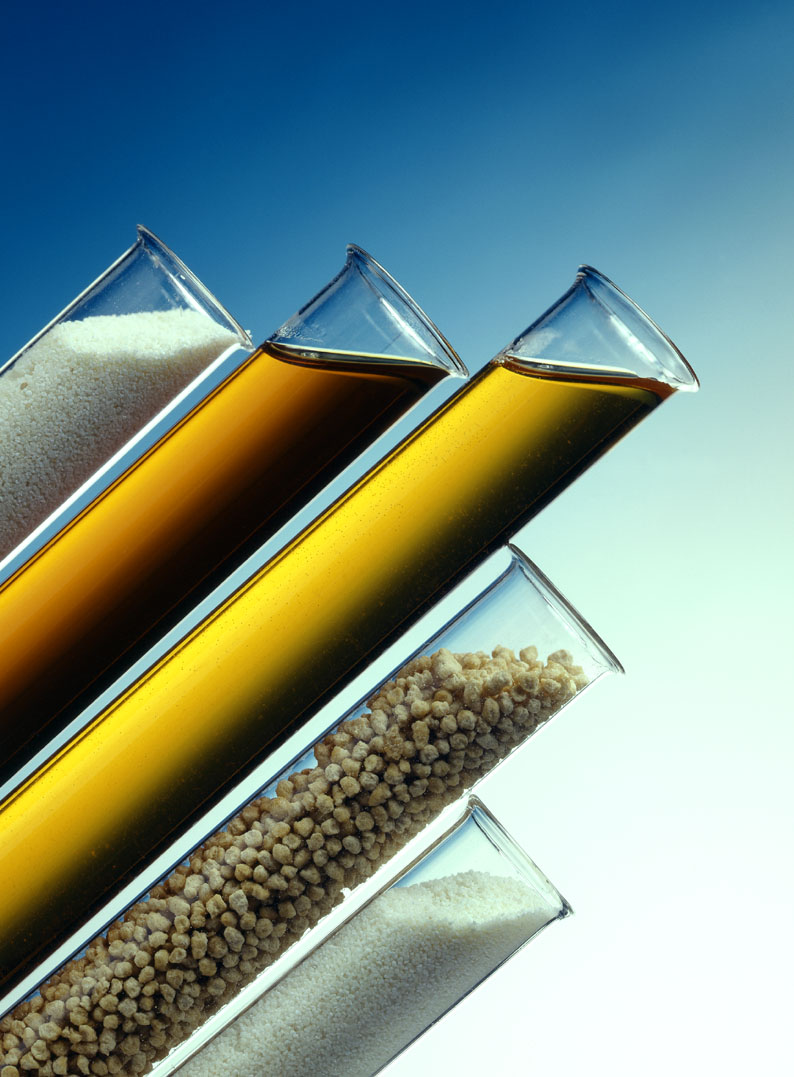
Un exemple d'additif : diverses formes de la lécithine.

Les additifs alimentaires sont des produits ajoutés aux denrées alimentaires commerciales (notamment aliments industriels) destinés à l'alimentation humaine et/ou animale. 
Il peut s'agir de produits d'origine naturelle, ou de produits de synthèse. Il ne faut pas confondre les additifs alimentaires avec les auxiliaires technologiques.
Concernant l'alimentation humaine, ils doivent dans la plupart des pays être portés sur l'emballage, dans la liste notée « ingrédients ».
Les additifs choisis par les industriels doivent avoir été préalablement autorisés (et figurer à ce titre dans une liste dite « positive »). Tout additif non porté dans cette liste est de fait illicite. Les additifs sont écrits sur les étiquetages en toutes lettres ou sous la forme d'un code constitué de la lettre "E" en majuscule, suivi d'un nombre compris entre 100 et 1522 voire d'une lettre facultative clôturant le tout.
Les organismes chargés de donner un avis sur ces produits sont la Food and Drug Administration (FDA) (aux États-Unis), l'Autorité européenne de sécurité des aliments (EFSA) (elle assiste la Commission européenne pour les pays membres de l'Union européenne et les organismes nationaux pour ses autres membres), le ministère de la santé du Canada.
Les additifs alimentaires sont largement utilisés dans les « aliments  ultra-transformés » de la classification contestée intitulée NOVA.

## Histoire
Certains additifs sont utilisés depuis l'Antiquité, par exemple le sel de mer ou les nitrites.

L'industrialisation des modes de production s'est accompagnée d'une multiplication des additifs alimentaires.
En 1991, le Comité du Codex sur l'étiquetage des denrées alimentaires a approuvé et défini les 23 noms de catégories d'additifs alimentaires qui ont par la suite été adoptés par la Commission du Codex Alimentarius lors de sa dix-neuvième session (juillet 1991).
Plusieurs caractéristiques différencient un additif d'un aliment :
- le terme « additif » fait notamment référence à un usage à très faible dose ;
- de plus, l'additif a généralement une formule moléculaire simple, alors que l'ingrédient ou aliment est un ensemble organique complexe. 
Ainsi le jaune d'œuf est un aliment alors que la lécithine qu'on en extrait par des moyens chimiques est un additif. La lécithine est utilisée dans une recette industrielle à 0,5 % par exemple, alors que le jaune d'œuf entier est utilisé à plus de 1 % s'il est ingrédient.

## Fonctions
Ils peuvent jouer divers rôles : 
- conservateurs alimentaires ;
- colorants ;
- exhausteurs de goût ;
- régulateurs du pH ;
- promoteurs de la productivité des élevages (dont piscicultures) avec par exemple les hormones de croissance et l'introduction d'antibiotiques dans l'alimentation animale).

Agents de conservation et colorants permettent de produire en grande quantité et de transporter les denrées sur de plus longues distances, tout en s'assurant qu'elles gardent un aspect appétissant jusqu'au consommateur.
Ils peuvent enfin avoir une valeur nutritionnelle. Attention toutefois, dans ce cas, une législation particulière s'applique liée aux allégations nutritionnelles.
Les additifs autorisés se décomposent en plusieurs groupes : les agents colorants codés E1 accolés à deux chiffres variables, les conservateurs alimentaires codés E2 accolés à deux chiffres variables, les antioxydants codés E3 accolés à deux chiffres variables, les agents de texture codés E4 accolés à deux chiffres variables (dont les émulsifiants par exemple) et E14 accolés à deux chiffres variables (amidons modifiés) et les autres catégories dont les édulcorants, exhausteurs de goût et acidifiants, de code 5 ou davantage suivi de deux chiffres variables. Étant donné le développement de la liste et son caractère ouvert, la place occupée par un additif alimentaire dans la liste n'est plus nécessairement indicative de sa fonction.
Les enzymes servant d'additifs alimentaires figurent au titre des fonctions d'auxiliaire technologique qu'elles assurent. Il n'a pas été possible de faire figurer ces enzymes à proximité immédiate des autres additifs alimentaires qui exercent des fonctions similaires (par exemple, les agents de traitement de la farine). Il a donc fallu consacrer aux enzymes une série aux codes débutés par le nombre 11 accolé à deux chiffres variables.
La norme générale Codex pour l'étiquetage des denrées alimentaires préemballées précise que les amidons modifiés peuvent être déclarés en tant que tels dans la liste des ingrédients. Toutefois, la série codée par le nombre 14 accolé à deux chiffres variables a été définie pour faciliter l'uniformisation des numéros. Ils font partie de la catégorie des épaississants.

## Additifs destinés à l'alimentation animale
Ces additifs font l'objet d'une réglementation en Europe (règlement CE no 1831/2003 du Parlement et du Conseil), et la DG SANTE publie et met à jour un « Registre communautaire des additifs pour l’alimentation animale ». Certains de ces additifs sont autorisés sous conditions particulières de manipulation, surveillance après mise sur le marché (avec exigences supplémentaires d’étiquetage des additifs pour l’alimentation animale si nécessaire ou, le cas échéant des limites maximales de résidus (LMR) dans les denrées alimentaires produites par les animaux nourris avec des aliments contenant ces additifs.
En Europe, il existe 5 catégories d'additifs répartis selon leur fonction :
- agents dits « additifs technologiques » ; conservateurs, antioxygènes, émulsifiants, stabilisants, épaississants, gélifiants, liants, substances pour le contrôle de contamination de radionucléides, anti-agglomérants, correcteurs d’acidité, additifs pour l’ensilage, dénaturants ;
- additifs dits « sensoriels »  :
  - colorants (dopant ou modifiant la couleur d'aliments pour animaux ; des substances qui, incluses dans l’alimentation des animaux donneront une couleur aux denrées alimentaires produites à partir de ces animaux. Certains pigments ayant un effet positif sur la couleur des poissons ou oiseaux d’ornement sont aussi autorisés) ;
  - substances aromatiques ;
- additifs nutritionnels, dont vitamines, provitamines et « substances à effet analogue chimiquement bien définies », composés d’oligo-éléments, acides aminés (et leurs sels et « produits analogues », ainsi que de l'urée et ses dérivés ;
- additifs dits « zootechniques » ; autorisés (à certaines conditions), comme améliorateurs de digestibilité, stabilisateurs de la flore intestinale, substances ayant un « effet positif sur l’environnement », et d'« autres additifs zootechniques ».
- additifs coccidiostatiques et histomonostatiques.

### Historique de l'usage des antibiotiques dans l'alimentation animale en Europe
Des antibiotiques étaient fréquemment mélangés à l'alimentation animale comme promoteurs de croissance (« growth promoters »), c'est-à-dire pour faire grossir les animaux plus vite.
Malgré des controverses et inquiétudes sanitaires signalées par des vétérinaires dès les années 1990 avec des problèmes avérés ensuite confirmés, ils sont encore utilisés ou - selon les pays - l'ont été par l'élevage industriel, suscitant des problèmes et des préoccupations concernant l'antibiorésistance,, les maladies nosocomiales voire une toxicité de la viande produite (cas des volailles supplémentées en arsenic organique aux États-Unis) posant certains problèmes de sécurité sanitaire.
En Europe, l'usage des antibiotiques comme promoteurs de croissance est interdit depuis 2006

## Catégories
Les additifs alimentaires définis à l'origine par la directive 89/107/CEE de l'Union Européenne, du 18 septembre 1989 établissant les catégories dans son annexe I et par la directive 95/2/CE concernant les additifs alimentaires autres que les colorants et les édulcorants, a inspiré le Codex Alimentarius. Ces textes ont été mis à jour par le Règlement 1333/2008.

### Acidifiant
Les acidifiants alimentaires augmentent l’acidité d’une denrée alimentaire et/ou lui donnent une saveur acide, ils ont aussi le rôle d'agent conservateur et d'antioxydant.

### Affermissant
Les affermissants rendent ou gardent les tissus des fruits ou des légumes fermes ou craquants, ou interagissent avec des gélifiants de manière à produire ou à renforcer un gel.

### Agent d’enrobage
Les agents d'enrobage, (y compris les agents de glisse), lorsqu'ils sont appliqués à la surface externe d'un aliment, lui confèrent un aspect brillant ou le recouvrent d'un revêtement protecteur.

### Agent de charge
Les agents de charge sont des composés autre que l'air et l'eau qui lestent une denrée alimentaire sans en modifier sensiblement la valeur calorifique (agent de lest ou liant).

### Agent de traitement de la farine
Les agents de traitement de la farine sont ajoutés pour améliorer la couleur ou son utilisation dans la cuisson.

### Amidon modifié
Les amidons modifiés font partie de la catégorie des épaississants, ils sont obtenus au moyen d’un ou plusieurs traitements chimiques d’amidons alimentaires, qui peuvent avoir été soumis à un traitement physique ou enzymatique, et peuvent être fluidifiés par traitement acide ou alcalin ou blanchis.

### Agent moussant
Les agents moussants facilitent la dispersion d’une phase gazeuse dans une denrée alimentaire liquide ou solide, et contribuent à la stabilité de la mousse formée.

### Anti-agglomérant
Les anti-agglomérants sont des agents qui empêchent les poudres, comme le lait, de former des blocs ou de coller ou limitent l’agglutination des particules.

### Antimoussant
Les antimoussants sont des composés qui empêchent ou réduisent la formation de mousse.

### Antioxygène
Les antioxygènes sont des antioxydants (comme la vitamine C) qui prolongent la durée de conservation des denrées alimentaires en les protégeant des altérations provoquées par l’oxydation, telles que le rancissement des matières grasses et les modifications de la couleur.

### Colorant
Les colorants alimentaires ajoutent de la couleur à une denrée alimentaire, ou rétablissent sa couleur naturelle. Il existe trois sortes autorisés en alimentation : les colorants naturels (exemple : le vert de la chlorophylle), les colorants de synthèses fabriqués par l'industrie chimique qui comprend les colorants « identique nature » et artificiels (qui n'ont pas d'équivalent dans la nature).

### Conservateur
Les agents de conservation prolongent la durée de conservation des aliments en les protégeant contre les altérations dues aux micro-organismes (levures, moisissures et bactéries). Cette catégorie comprend : antimicrobien, agent de conservation, agent antimycoses, agent de contrôle, bactériologique, stérilisant chimique/agent de maturation du vin, désinfectant. Le choix des agents de conservation varie selon le pH, l'humidité, les conditions de la transformation, les conditions d'emballage, la température d'entreposage et les exigences en matière de distribution. Chaque type d'agent de conservation réunit des conditions spécifiques qui déterminent son efficacité et est soumis à des règlements qui limitent le type et la quantité pouvant être utilisés dans des applications données.

### Correcteur d’acidité
Un correcteur d’acidité est un acidifiant ou une base utilisé pour contrôler ou limiter le pH (acide, neutre ou basique) d'un aliment,.

### Édulcorant
Les édulcorants sont des ingrédients qui donnent une saveur sucrée aux denrées alimentaires.

### Émulsifiant
Les émulsifiants permettent le mélange homogène de deux ou plusieurs phases non miscibles comme l'eau et l'huile.

### Enzyme
Les enzymes,, servant d'additifs alimentaires figurent dans le système international de numérotation(SIN) au titre des fonctions technologiques qu'elles assurent. Il n'a pas été possible de faire figurer ces enzymes dans le SIN à proximité immédiate des autres additifs alimentaires qui exercent des fonctions similaires (par exemple, les agents de traitement de la farine). Il a donc fallu consacrer aux enzymes une série 1100.

### Épaississant
Les épaississants sont ajoutés à une denrée alimentaire pour en augmenter la viscosité.

### Exhausteur de goût
Les exhausteurs de goût renforcent la saveur des mets, ils sont utilisés seul ou en association avec des arômes alimentaires.

### Gaz d’emballage
Les gaz autres que l’air, placés dans un contenant avant, pendant ou après l’introduction d’une denrée alimentaire dans ce contenant.

### Gaz propulseur
Les gaz propulseurs sont des gaz autres que l'air qui ont pour effet d’expulser une denrée alimentaire d’un contenant.

### Gélifiant
Les gélifiants, confèrent de la consistance par la formation d’un gel. Par exemple, le carraghénane et différentes gommes (adragante, arabique…) rendent les pâtés de volaille plus faciles à trancher, moins secs.

### Humectant
Les humectants servent à prévenir le dessèchement des aliments en compensant les effets d’une faible humidité atmosphérique ou qui favorisent la dissolution d’une poudre en milieu aqueux.

### Poudre à lever (ou agent de levuration)
Les agents de levuration sont des substances ou combinaison de substances qui dégagent du gaz et, par-là même, augmentent le volume d'une pâte.

### Sel de fonte
Les substances qui dispersent les protéines du fromage, entraînant ainsi une répartition homogène des matières grasses et des autres composants.

### Séquestrant
Les séquestrants, regroupent les substances qui forment des complexes chimiques avec les ions métalliques.

### Stabilisant
Les stabilisants, sont ajoutés à une denrée alimentaire pour permettre de maintenir son état physico-chimique. Les stabilisants comprennent les substances qui permettent de maintenir la dispersion homogène de deux ou plusieurs substances non miscibles, ainsi que les substances qui stabilisent, conservent ou intensifient la couleur d’une denrée alimentaire.

### Support
Les supports sont les substances (solides ou liquides (solvants)) utilisées pour dissoudre, diluer, disperser ou modifier physiquement un additif alimentaire sans modifier sa fonction technologique (et sans avoir elles-mêmes de rôle technologique) afin de faciliter son maniement, son application ou son utilisation.

## Auxiliaires technologiques
Ils servent à la transformation des aliments, mais ne se retrouvent pas nécessairement dans le produit final, du moins en quantité appréciable. Les auxiliaires technologiques ne sont pas considérés comme des ingrédients et ne sont pas à indiquer dans la liste des ingrédients d'une denrée alimentaire sauf si c'est un allergène ou issu d'un allergène dont l'étiquetage est obligatoire.
N'importe quel additif alimentaire peut être repris comme auxiliaire technologique.

## Symptômes d'intolérance
Une réaction allergique peut se manifester par des démangeaisons (ou « prurit ») de la gorge ou de la peau, une hypersécrétion bronchique, de l'eczéma ou de simples éternuements.
Les symptômes peuvent aller jusqu'à la crise d'asthme ou même provoquer un gonflement du visage et des muqueuses respiratoires (œdème de Quincke). Une véritable allergie peut déclencher un choc anaphylactique : pouls accéléré, chute de tension, coma et risque de mort,.
L’hypersensibilité aux additifs et ses effets néfastes sur la santé ont été bien documentée par de nombreuses études scientifiques dans les années 1980. Elle n'a cependant pas disparu, avec une prévalence qui s'est maintenue aux environs de 1 % et au moins à  2 % chez l'enfant atopique.
Certains auteurs classent les additifs en deux familles afin de faciliter le diagnostic des intolérances à ces produits par les allergologues :
1. les IgE-dépendants dont le carmin de cochenille (E 120)[30],[31],[32],[33],[34],[35],[36], l'érythrosine[37], le riz rouge, l'annatto, les carraghénanes (E 407), les gommes adragantes (E 413), le lysozyme  (E 1105))[29] ;
2. les additifs mis en évidence par TPODACP (tests de provocation en double insu contre placebo) (ex : tartrazine (ou E 102 en théorie interdite, tout comme l'amarante ou E 123; mais illégalement utilisée après son interdiction[38],[39]), sulfites[40], benzoates[41], nitrites, diacétyle, fragrance)[29]. Dans ces cas la réaction est souvent une intolérance (on parle aussi d' « idiosyncrasie » ou d'« hypersensibilité non allergique »[27]) plutôt qu'une allergie IgE-dépendante.

L'absorption de certains additifs alimentaires (colorants azoïques et/ou conservateurs) chez les jeunes enfants pourrait modifier le comportement de ces derniers dans le sens d'une hyperactivité. Ce résultat est contesté par l'Autorité européenne de sécurité des aliments (AESA). Cependant et en contradiction avec l'avis de l'AESA, un avertissement a été rendu obligatoire au niveau européen pour les produits contenant des colorants azoïques (E102, E104, E110, E122, E124, E129), en 2010: "peut avoir des effets indésirables sur l'activité et l'attention chez les enfants".